# Camp de Darss
 (octobre 2024).
Si vous disposez d'ouvrages ou d'articles de référence ou si vous connaissez des sites web de qualité traitant du thème abordé ici, merci de compléter l'article en donnant les références utiles à sa vérifiabilité et en les liant à la section « Notes et références ».
Le camp de Darss est une unité de travail forcé dépendant du camp de concentration de Neuengamme affectée à la coupe des roseaux dans les marais de la pointe de Darss, à l’ouest de Stralsund, sur la mer Baltique. Ce kommando de travail est mobilisé à deux reprises, en 1941 et en 1942, sur deux sites différents : Darss-Wieck et Darss-Zingst.

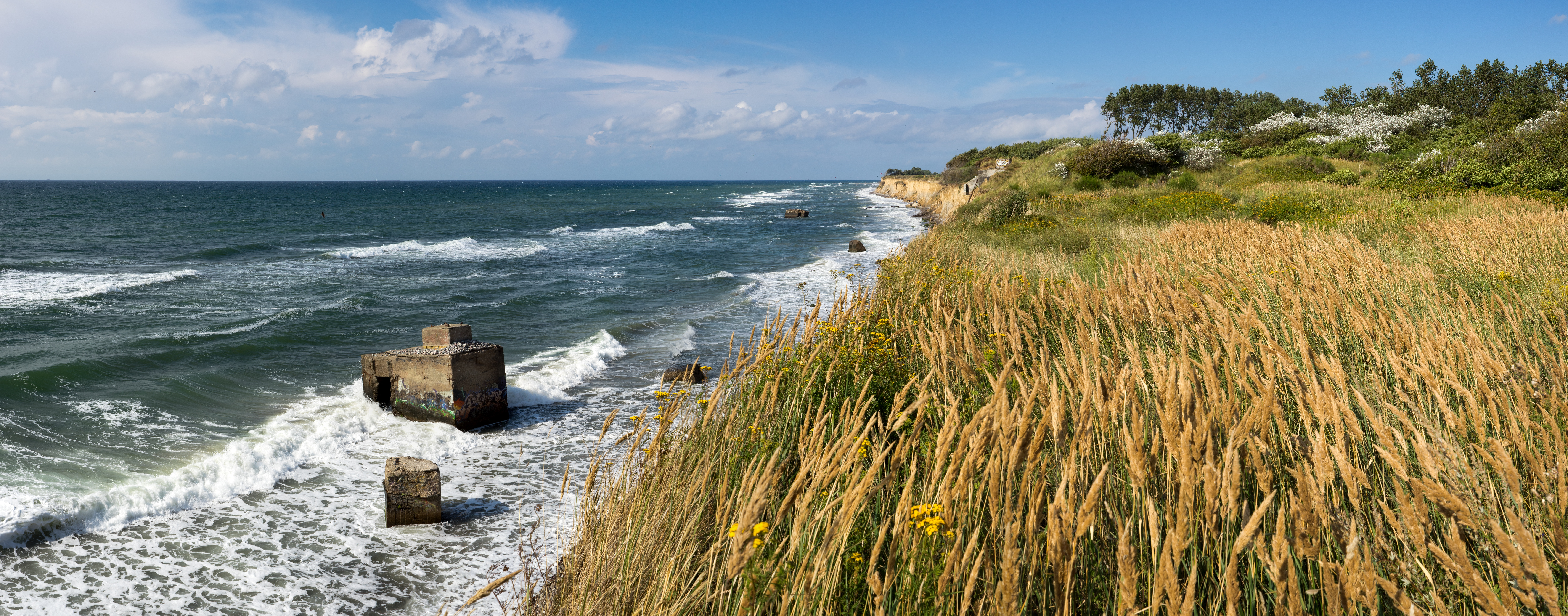
Paysage côtier de la région de Darss.

## Contexte
À partir de 1942, le cours de la guerre oblige l’Allemagne nazie à enrôler de nouvelles classes de conscrits qui laissent un vide dans les chaînes de production. Pour compenser ces pertes, les autorités mobilisent d’abord la population féminine, puis des travailleurs forcés étrangers, et finalement la population concentrationnaire. Moyennant finances, la SS organise la mise à disposition des déporté(e)s, soit en installant des entreprises à l'intérieur des camps de concentration, soit en détachant des unités de travail forcé dans des ateliers ou sur des chantiers (Kommandos extérieurs). La gestion de la main-d'œuvre concentrationnaire donne lieu à d'incessants transferts de détenu(e)s qui empêchent parfois de reconstituer un état des lieux précis des effectifs et des pertes.

## Kommando Darss-Wieck
Début 1941, la SS transporte une cinquantaine de déportés du camp de concentration de Neuengamme sur la presqu’île de Darss, pour y couper des roseaux, qui sont ensuite envoyés dans un atelier de tissage (Rohrmattenflecheterei) dépendant du camp de Ravensbrück.
Les détenus doivent travailler debout dans l’eau glacée.
Hormis le doyen du camp et le cuisinier, tous les détenus sont des Témoins de Jéhovah raflés par la Gestapo et venant des camps de Sachsenhausen et Buchenwald.
Lors de ce premier déploiement, ils sont hébergés dans une salle de l'auberge Alter Krug.  
Ils sont ramenés en février 1941 au camp de Neuengamme,.

## Kommando Darss-Zingst
À la fin de l'année 1941, les SS acheminent pour la deuxième fois un kommando de travail sur la péninsule de Darss, pour travailler cette fois sur un promontoire adjacent au village de Zingst.
La même équipe de prisonniers est transportée depuis Neuengamme. Cette fois, ils sont hébergés dans l'étable d'une ferme confisquée par les SS.
Au moment de rapatrier les kommando à Neuengamme, le camp est en quarantaine en raison d’une épidémie de typhus. Les déportés restent donc plus longtemps à Darss lors de ce deuxième déploiement et ne sont finalement rapatriés à Neuengamme qu'en avril 1942,.

## Organisation
En 1941 comme en 1942, le kommmando est placé sous la responsabilité du SS-Oberscharführer Ewald Jauch qui, en 1945, commandera le kommando extérieur de Bullenhuser Damm,.